# NGC 5656
NGC 5656 (другие обозначения — UGC 9332, MCG 6-32-53, ZWG 192.34, IRAS14283+3532, PGC 51831) — галактика в созвездии Волопас.
Этот объект входит в число перечисленных в оригинальной редакции «Нового общего каталога».